# Белоусов, Иван Алексеевич
Ива́н Алексе́евич Белоу́сов (27 ноября (9 декабря) 1863, Москва — 7 января 1930, Москва) — русский поэт, писатель

 и переводчик. Один из руководителей «Суриковского литературно-музыкального кружка».

## Биография
Родился в Москве, в Зарядье, в семье портного, Алексея Фёдоровича Белоусова. Близкий друг Белоусова Н. Д. Телешов вспоминал, что в семье Белоусовых «никогда не было ни одной книги: иметь их считалось более чем излишним, а сочинять — крайне предосудительным и неприличным», — сын портного мог стать только портным. Среди его клиентов были и некоторые писатели, в том числе и А. П. Чехов. Семья жила на Ирининской улице.
Втайне от отца Иван Белоусов писал стихи и под псевдонимом публиковал их в разных газетах и журналах, начиная с 1882 года. Его произведения появлялись в журналах «Вестник Европы», «Русское Богатство», «Русская Мысль» и др.
В 1899 году Белоусов принял активное участие в создании литературного объединения «Среда». Издавал журналы «Путь» и «Наш журнал».
После смерти отца, 18 августа 1906 года, семья переехала на Соколиную улицу: в 1910—1911 годах жили в доме № 18; затем, по сведениям справочников «Вся Москва», И. А. Белоусов — владелец домов № 22 и № 24.
В 1900 году Белоусов выступил в качестве редактора сборника «„Кобзарь“ в переводе русских писателей»; вступительная статья и переводы многих стихотворений также принадлежат Белоусову. В 1906 увидело свет второе, «значительно дополненное и исправленное» издание этой книги, которое включает многие запрещённые ранее стихотворения. В 1927 году, на праздновании 45-летия литературной деятельности Белоусова, Т. И. Шеповалов отметил, что И. А. Белоусов «будучи на сто процентов москвичом, сделал для популяризации Т. Г. Шевченко больше, чем многие т.н. щирые украинцы». Белоусов переводил также произведения итальянской поэтессы Ады Негри, польской — Марии Конопницкой, целого ряда украинских и белорусских поэтов. Писал историко-литературные статьи и рассказы для детей.
Итогом творчества Белоусова стали книги: «Литературная Москва», «Ушедшая Москва», «Литературная среда» и «Писательские гнёзда», — где автор рассказал о многих своих современниках и друзьях: Толстом, Чехове, Короленко, Златовратском, Горьком, Дрожжине, Глаголе, Грузинском и др.
Был похоронен на Семёновском кладбище, после ликвидации которого могила его была утеряна.
Огромное собрание документов и книг из архива И. А. Белоусова перешло в основанный в 1941 году Центральный государственный литературный архив.

### Стихотворения и поэтические переводы
- Каждый для себя и немногих. — Самара, 1885; в этой книге были опубликованы стихи и других поэтов из народа);
- Из „Кобзаря“ Т. Г. Шевченко и украинские мотивы. — Киев: Тип. Г. Л. Фронцкевича, 1887. — 52 с.
- «Народные мотивы» (Киев, 1892);
- «Малыши. Рассказы и стихотв. для детей» (СПб., 1893; М., 1896);
- «Из песен о труде. Стихотворения» (М., 1897);
- «Моим деткам. Рассказы и стихи» (2 издания в М., 1898);
- «Маленький кобзарь Т. Шевченко. Переводы» (Киев, 1899);
- «В родных полях», стихотворения (М., 1902);
- «Ласточка», стихотворения (М., 1907);
- «Стихотворения 1882—1909» (М., 1909);
- Атава. — М.: Кн-во писателей в Москве, 1915. — 128 с.
- «Песни о Стеньке Разине» (М., 1923);
- «В жуткие дни» (М., 1927, 1928).

### Проза
- Божья воля: Рассказ. — М.: Изд. И. Ф. Жиркова, 1891. — 32 с.
- И. З. Суриков и его стихи. — М.: Тип. т-ва И. Д. Сытина, 1915. — 42 с.
- Тарас Григорьевич Шевченко. — М.: Отдел печати Московского Совета рабочих и красноармейских депутатов, 1919. — 60 с.
- Ушедшая Москва: Записки по личным воспоминаниям, с начала 1870 годов. — М.: Моск. товарищество писателей, 1927. — 140 с.
- Литературная среда: Воспоминания 1880—1928. — М.: Кооп. изд-во писателей „Никитинские субботники“, 1928. — 278 с.
- Литературная Москва: (Воспоминания 1880—1928). Писатели из народа, писатели-народники. — Изд. 2-е, испр. и доп. — М.: Моск. товарищество писателей, 1929. — 150 с.
- Писательские гнёзда: Дома в Москве и подмосковные усадьбы, где родились, жили или умерли известные русские писатели. — М.: Моск. товарищество писателей, 1930. — 160 с.
- Реквием: Сб. памяти Леонида Андреева / Под ред. Д. Л. Андреева и В. Е. Беклемишевой. — М., 1930.

### Прочее
- Купала Я. Избранные стихотворения в переводах русских поэтов / Собрал и редактировал Ив. Белоусов. — М.: Тип. Кожевенно-обувн. отд., 1919. — 112 с.
- Шевченко Т. Г. „Кобзарь“. В переводе русских писателей / Под ред. И. А. Белоусова. — М.: Изд. книгопродавца М. В. Клюкина, 1900. — 365 с.
- Шевченко Т. Г. „Кобзарь“. В переводе русских писателей: Н. В. Берга, И. А. Бунина, И. А. Белоусова, Ф. Т. Гаврилова, Н. В. Гербеля, В. А. Гиляровского, Е. П. Гославского, Н. Н. Голованова, С. Д. Дрожжина, В. В. Крестовского, П. М. Ковалевского, А. А. Коринфского, Л. А. Мея, М. И. Михайлова, С. А. Мусина-Пушкина, А. А. Монастырского, А. Н. Плещеева, Н. Л. Пушкарёва, И. Д. Радионова, И. З. Сурикова, П. А. Тулуба, А. Шкаффа и др. / Редакция Ив. Ал. Белоусова. — Изд. 2-е, значительно дополненное и исправленное. — СПб.: Изд. товарищества „Знание“, 1906. — 402 с.

Также под редакцией Белоусова изданы «Родные звуки» — сборник стихотворений поэтов-самоучек (Москва, 1887).
Современные издания
- Белоусов И. А. Ушедшая Москва. Воспоминания. — М.: Русская книга, 2002. — 512 с. — (Русские мемуары. Москва и москвичи). — 2000 экз. — ISBN 5-268-00520-0. (в пер.)

## Семья
В 1888 году женился на купеческой дочке Ирине Павловне Рахмановой. У них — сыновья: Алексей (?—1961), Иван (?—1928), Сергей (?—?), Евгений (1907—1977).

## Архив
В Российском государственном архиве литературы и искусства хранится объемный фонд И.А. Белоусова, состоящий из 1784 единиц хранения за 1863–1933 гг. Основу фонда составляют рукописи стихотворений и переводов, переписки, фотографии, личные документы и материалы о служебной, общественной, издательской и редакторской деятельности Белоусова.